# 大垣都市圏
大垣都市圏（おおがきとしけん）は、岐阜県大垣市を中心とする都市圏である。

## 定義
一般的な都市圏の定義については都市圏を参照のこと。

### 「10% 都市圏（通勤圏）」
大垣市を中心とする都市雇用圏（10% 通勤圏）の人口は32万3221人（2010年国勢調査基準）。
都市雇用圏（10% 通勤圏）の変遷
- 大垣市は隣接していない自治体を編入し、「飛地」が2つ存在する。
- 10% 通勤圏に入っていない自治体は、各統計年の欄で灰色かつ「-」で示す。

| 自治体 ('80) | 1980年                    | 1990年                    | 1995年                    | 2000年                    | 2005年                 | 2010年                 | 自治体 （現在） |
| ------------ | ------------------------- | ------------------------- | ------------------------- | ------------------------- | ---------------------- | ---------------------- | --------------- |
| 墨俣町       | 岐阜 都市圏 71万1981人    | 岐阜 都市圏 80万8103人    | 岐阜 都市圏 81万8302人    | 岐阜 都市圏 82万0848人    | 大垣 都市圏            | 大垣 都市圏 32万3221人 | 大垣市          |
| 谷汲村       | 岐阜 都市圏 71万1981人    | 岐阜 都市圏 80万8103人    | 岐阜 都市圏 81万8302人    | 岐阜 都市圏 82万0848人    | -                      | 大垣 都市圏 32万3221人 | 揖斐川町        |
| 坂内村       | -                         | -                         | -                         | -                         | -                      | 大垣 都市圏 32万3221人 | 揖斐川町        |
| 藤橋村       | -                         | -                         | -                         | -                         | -                      | 大垣 都市圏 32万3221人 | 揖斐川町        |
| 久瀬村       | -                         | -                         | -                         | 大垣 都市圏 31万9486人    | -                      | 大垣 都市圏 32万3221人 | 揖斐川町        |
| 春日村       | -                         | -                         | -                         | 大垣 都市圏 31万9486人    | -                      | 大垣 都市圏 32万3221人 | 揖斐川町        |
| 揖斐川町     | -                         | -                         | -                         | 大垣 都市圏 31万9486人    | -                      | 大垣 都市圏 32万3221人 | 揖斐川町        |
| 池田町       | 大垣 都市圏 28万0945人    | 大垣 都市圏 29万2899人    | 大垣 都市圏 29万6334人    | 大垣 都市圏 31万9486人    | 大垣 都市圏 29万7587人 | 大垣 都市圏 32万3221人 | 池田町          |
| 神戸町       | 大垣 都市圏 28万0945人    | 大垣 都市圏 29万2899人    | 大垣 都市圏 29万6334人    | 大垣 都市圏 31万9486人    | 大垣 都市圏 29万7587人 | 大垣 都市圏 32万3221人 | 神戸町          |
| 垂井町       | 大垣 都市圏 28万0945人    | 大垣 都市圏 29万2899人    | 大垣 都市圏 29万6334人    | 大垣 都市圏 31万9486人    | 大垣 都市圏 29万7587人 | 大垣 都市圏 32万3221人 | 垂井町          |
| 大垣市       | 大垣 都市圏 28万0945人    | 大垣 都市圏 29万2899人    | 大垣 都市圏 29万6334人    | 大垣 都市圏 31万9486人    | 大垣 都市圏 29万7587人 | 大垣 都市圏 32万3221人 | 大垣市          |
| 養老町       | 大垣 都市圏 28万0945人    | 大垣 都市圏 29万2899人    | 大垣 都市圏 29万6334人    | 大垣 都市圏 31万9486人    | 大垣 都市圏 29万7587人 | 大垣 都市圏 32万3221人 | 養老町          |
| 安八町       | 大垣 都市圏 28万0945人    | 大垣 都市圏 29万2899人    | 大垣 都市圏 29万6334人    | 大垣 都市圏 31万9486人    | 大垣 都市圏 29万7587人 | 大垣 都市圏 32万3221人 | 安八町          |
| 輪之内町     | 大垣 都市圏 28万0945人    | 大垣 都市圏 29万2899人    | 大垣 都市圏 29万6334人    | 大垣 都市圏 31万9486人    | 大垣 都市圏 29万7587人 | 大垣 都市圏 32万3221人 | 輪之内町        |
| 関ケ原町     | 大垣 都市圏 28万0945人    | 大垣 都市圏 29万2899人    | 大垣 都市圏 29万6334人    | 大垣 都市圏 31万9486人    | 大垣 都市圏 29万7587人 | 大垣 都市圏 32万3221人 | 関ケ原町        |
| 上石津町     | 大垣 都市圏 28万0945人    | 大垣 都市圏 29万2899人    | 大垣 都市圏 29万6334人    | 大垣 都市圏 31万9486人    | 大垣 都市圏 29万7587人 | 大垣 都市圏 32万3221人 | 大垣市          |
| 海津町       | -                         | -                         | -                         | -                         | -                      | -                      | 海津市          |
| 平田町       | -                         | -                         | -                         | -                         | -                      | -                      | 海津市          |
| 南濃町       | 名古屋 都市圏 453万8832人 | 名古屋 都市圏 508万6551人 | 名古屋 都市圏 521万3519人 | 名古屋 都市圏 531万8500人 | -                      | -                      | 海津市          |

- 2005年1月31日：揖斐郡揖斐川町、谷汲村、久瀬村、春日村、坂内村、藤橋村が新設合併して新たに揖斐川町となった。
- 2005年3月28日：海津郡の3町（海津町、南濃町、平田町）が新設合併して海津市となった。
- 2006年3月27日：大垣市が安八郡墨俣町、養老郡上石津町を編入。